# Van Wilder
Van Wilder, ook bekend als National Lampoon's Van Wilder, is een film uit 2002 onder regie van Walt Becker.

## Verhaal
Omdat Van Wilder veel te veel plezier heeft met zijn wilde leven op zijn campus, is dit al zijn zevende jaar op zijn studie. Als zijn vader zijn studie niet meer wil betalen, moet Van snel aan geld komen. Maar de vraag is natuurlijk: hoe? Dan ontmoet hij Gwen. Gwen's eindredacteur (van de schoolkrant) besluit een stuk te willen maken over de "eeuwige student" Van Wilder. Dat is nog niet zo gemakkelijk voor haar. Gwen probeert een interview te regelen en aan informatie te komen alleen Van Wilder ziet alles als een grap of als een date. Maar ondertussen moet hij wel een oplossing zien te vinden voor zijn geldprobleem. Gwen en Van Wilder groeien steeds meer naar elkaar toe, tot ergernis van Gwen's vriend. Wanneer er een grote rivaliteit ontstaat tussen Van Wilder en Gwen's vriend gebeurt het ondenkbare: Van Wilder wordt van school gestuurd! Hoe gaat hij zich hieruit redden?...

## Rolverdeling
| Acteur        | Personage              |
| ------------- | ---------------------- |
| Ryan Reynolds | Van Wilder             |
| Tara Reid     | Gwen Pearson           |
| Tim Matheson  | Vance Wilder Sr.       |
| Kal Penn      | Taj Mahal Badalandabad |
| Deon Richmond | Mini Cochran           |
| Paul Gleason  | Professor Ted McDoogle |
| Chris Owen    | Suïcidale Eerstejaars  |
| Erik Estrada  | Zichzelf               |